# Operette

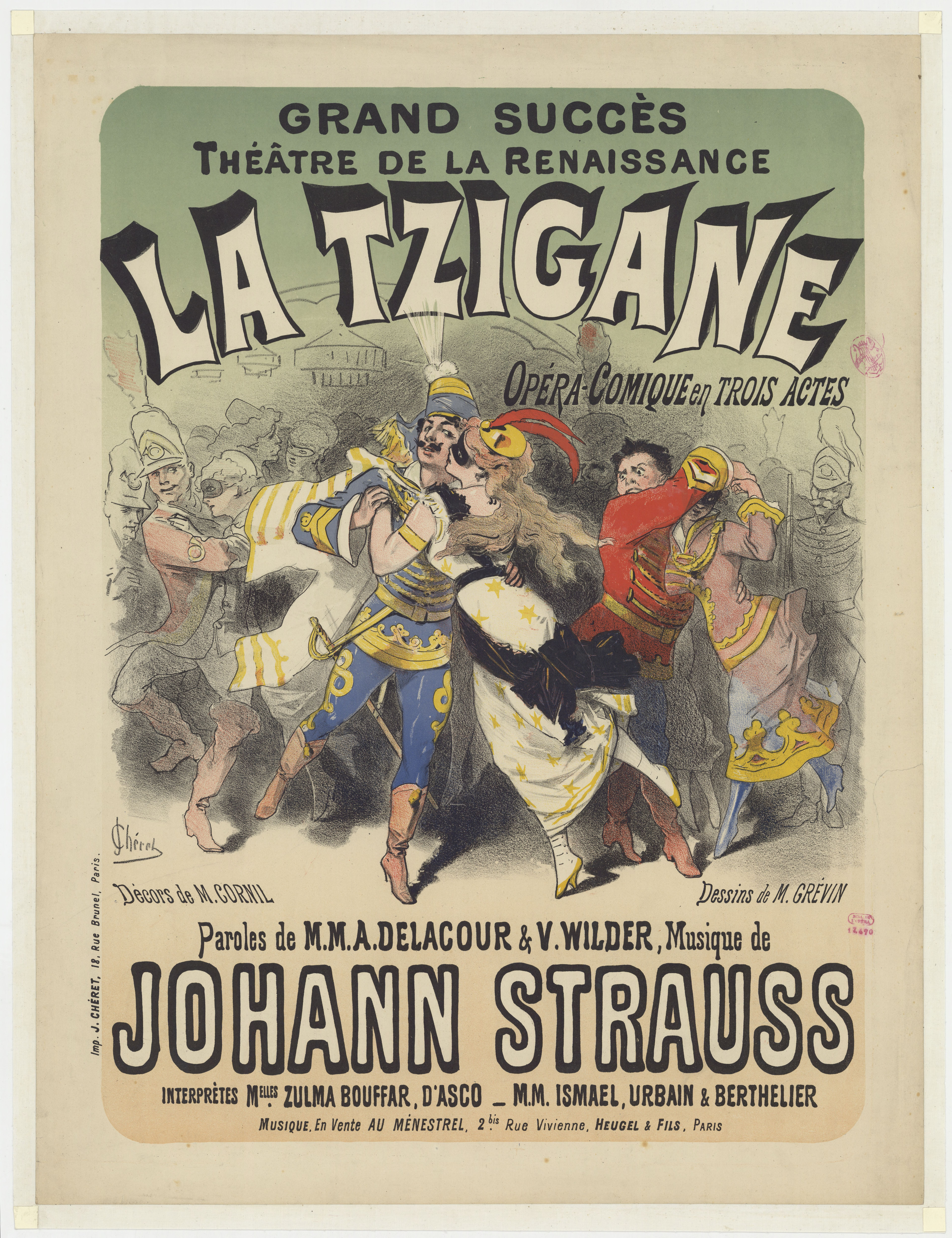
Affiche voor een Franse uitvoering van Der Zigeunerbaron van Johann Strauss jr.

Een operette (letterlijk 'kleine opera' in het Italiaans) is een vorm van muziektheater die erg lijkt op opera, hoewel de onderwerpen vaak minder serieus zijn.
De muzikale nummers (aria's, duetten, ensembles, koorwerken) worden veelal door gesproken dialogen aan elkaar verbonden, al dan niet ondersteund door melodrama.

## Geschiedenis
De oorsprong ligt bij de oude Grieken, die al na het opvoeren van een tragedie de gewoonte hadden een lichter werk uit te voeren, die de toeschouwers de gelegenheid gaven de ernst van zich af te schudden, en de spelers de kans boden actuele grappen te lanceren en de spot te drijven met personen en toestanden. Zo ontstonden er uiteindelijk naast de opera de meer luchtige vormen zoals opera buffa in Italië en het Singspiel in Duitsland. Ook de Weense Lokalposse, de Engelse Balladopera en de Franse Vaudeville kunnen min of meer als voorlopers van de operette beschouwd worden. Toch zou de operette nooit een eigen bestaan zijn gaan leiden wanneer het genie van Jacques Offenbach hem niet zijn gezicht, zijn gestalte en zijn status had verleend.
Operette ontwikkelde zich vanaf ongeveer het midden van de 19e eeuw, als antwoord op de steeds langer en serieuzer wordende Franse opéra comique. De toevoeging "comique" was omstreeks dezelfde tijd een rekbaar begrip geworden in de opera; Carmen (1875) is een voorbeeld van een opéra comique met een tragisch plot.
"Er is nauwelijks een ander muzikaal genre dat dermate veelzijdig is als de operette. Ze bied artistiek waardevol genot en tevens ontspanning in onze gevoelsarme, materialistische tijd. De operette en haar kinderen - zoals bijvoorbeeld de musical , het 'Singspiel' en het muzikale blijspel - vervullen samen de meest dankbare en mooiste opgave: de mensen vreugde te schenken en het grauwe dagelijkse bestaan een beetje licht te verschaffen"(Robert Stolz, beroemd operette-componist)
Jacques Offenbach wordt algemeen gezien als grondlegger van het genre en zijn Orphée aux enfers (1858) (Orpheus in de onderwereld) als eerste operette. Offenbach bediende zich vooral van parodie en satire. Hij werd in Frankrijk opgevolgd door Charles Lecocq, Edmond Audran en Robert Planquette, die zich meer toelegden op romantische geschiedenissen.
Franz von Suppé "vertaalde" de Franse operette naar de Weense traditie, maar het was Johann Strauss jr. (1825-1899) die de belangrijkste operettecomponist werd van de zogenaamde Gouden Periode.
Zijn eerste werk in het genre was Indigo und die vierzig Räuber (1871). Zijn derde operette werd de meest gespeelde operette over de hele wereld: Die Fledermaus (1874). Andere componisten uit deze periode waren Karl Millöcker, Carl Zeller en Richard Heuberger.
De Weense traditie werd voortgezet door Franz Lehár, Oscar Straus, Leo Fall en later Robert Stolz. Emmerich Kálmán werd de componist bij uitstek van de Hongaarse operette.
Met Die lustige Witwe (1905) luidde Franz Lehár de Zilveren Periode in. Waar in de Gouden Periode de dans een belangrijk onderdeel was van iedere operette (cancan bij Offenbach, wals bij Strauss), daar werd de dans in de Zilveren Periode een integraal onderdeel van de handeling.
De Weense operette past met name in het tijdsbeeld van de 2e helft van de 19e eeuw, waarin de “bürgerliche Geselschafft” met de bijbehorende Victoriaanse moraal de toon aangeeft. Geheel in lijn met de romantiek voeren elementen als ‘eenvoud’, ‘gevoel en intuïtie’, en ‘de natuur’ de boventoon. Elementen als standsverschil, overspel, en de gemaniëreerde etiquette van de nouveau riche worden daarbij, doorgaans op luchthartige wijze, aan de kaak gesteld.
De wortels zijn te herleiden naar het Intermezzo, als voorloper van de Opera buffa. Sinds 1642 was het in Italië de gewoonte, om tijdens de decorwisselingen van een Opera seria een gezongen klucht uit te voeren, een "spel der vergissingen", met twee duo's, en alle verwikkelingen die daar bij horen.
In Berlijn ontstond de zogenaamde 'revue-operette' door componisten als Paul Lincke, Paul Abraham, Ralph Benatzky, Fred Raymond, Ludwig Schmidseder en Walter Kollo. De wals werd vervangen door de mars.
Kurt Weill ontwikkelde vanuit de operette met Die Dreigroschenoper zijn geheel eigen stijl.
De Engelse operette kan in twee namen worden samengevat: Gilbert en Sullivan. Buiten Engeland wist alleen The Mikado zich in het ijzeren repertoire te nestelen.
Uit de operette als genre ontwikkelde zich min of meer naadloos het genre musical. De musical ontwikkelde zich vooral vanuit de Berlijnse 'revue-operette' en de Engelse 'musical comedy'.
Jerome Kerns "Show Boat" (1927) wordt gezien als de eerste musical, lijkt in structuur en compositie nog sterk op een operette, maar is het eerste werk waarin muziek, tekst en dans volledig in dienst staan van de handeling.

Toch is de operette ook op Broadway naast de musical als genre blijven bestaan. Als sprekend voorbeeld van "een Weense operette op Broadway" wordt genoemd: Rose-Marie (1924, Rudolf Friml), beter bekend als "the Indian Lovecall".

## Operette in Nederland
Ook in Nederland was er – in bescheiden mate – sprake van operettes van eigen bodem, die vooral in de eerste helft van de 19e eeuw ook veelvuldig werden opgevoerd. Populaire Nederlandse operettes waren De Parel van Zaandam van Jean Renard op een libretto van August Kiehl en De Koningin van Montmartre van Vada Ennem op een libretto van Denn Spranklin.
Operette-uitvoeringen waren er in Nederland echter veelvuldig. Al in 1862 was Offenbachs Orphée aux enfers in Amsterdam te zien en spoedig stonden ook de Weense operettes hier op het repertoire, zij het meestal uitgevoerd door buitenlandse gezelschappen. Het eerste echt Nederlandse gezelschap was Operettegezelschap Kreeft en Buderman, gevolgd door het Hollandsch Operettegezelschap van Nap de la Mar. Tot aan de Tweede Wereldoorlog bestonden er al zo'n veertig gezelschappen, die echter geen van alle een lang leven beschoren waren, met uitzondering van Die Haghezangers (1918-1931) en De Operettezangers (1932-1949) van Carré-directeur Alex Wunnink met Johannes Heesters in de hoofdrol.
In 1926 werd de Fritz Hirsch Operette opgericht, die zich vooral bediende van Duitse en Oostenrijkse zangers, waaronder ook Richard Tauber. In 1945 werd dit toneelgezelschap opgevolgd door de Hoofdstad Operette, die – eerst onder leiding van Meyer Hamel, later onder zijn vrouw Netty en zijn zoon Philip – 55 jaar lang de operette in de Nederlandse theaters hield. Bij dit gezelschap werd lange tijd het gezicht bepaald door Nederlands talenten als onder anderen Jan Handerson, Mizzi van der Lans, Marga de Boer, Germaine Compier, Jacco van Renesse, Anita Heins en Antoni Wink.
Hoewel de Hoofdstad Operette met een bezettingsgraad van meer dan 90% volle zalen trok, zette PvdA-staatssecretaris Van der Ploeg in 2001 de subsidie stop, omdat het gezelschap te weinig vernieuwend zou zijn en een eenzijdig publiek zou trekken. Daarmee viel voor de Hoofdstad Operette het doek.
Gedurende het seizoen 2006-2007 bracht een nieuw gezelschap – het Nederlands Operette Theater – Offenbachs La Vie parisienne met gemoderniseerde middelen en elementen uit de musical op het toneel. Het Nederlands Fonds Podiumkunsten oordeelde: "De voorstelling ‘La Vie parisienne’ van NOT betrof een weinig gelukkige hybride vorm van operette en musical, waarbij vooral de afstemming van de geluidsversterking tussen musical- en operettezangers te wensen overliet." Een subsidieaanvraag i.s.m. het commercieel onsuccesvolle De Nieuwe Nederlandse Operette voor een nieuw op te richten gezelschap werd dan ook niet gehonoreerd, met als resultaat dat er geen structurele plek is ingeruimd voor professionele operette in de Nederlandse theaters.

## Operette in Vlaanderen
Net na de oorlogsjaren hadden alle plaatselijke fanfares een aparte operettekring. De fanfare huurde professionele muzikanten van de opera in om in het dorp een operette voor het voetlicht te brengen. De dirigent van de fanfare hield van de uitdaging om het uitgebreid orkest te leiden.